# Philipp Marx
Philipp Marx (Biedenkopf, 3 de febrero de 1982) es un jugador alemán profesional de tenis.

## Carrera
Marx se especializa en la modalidad de dobles donde juega torneos Challenger y torneos del ATP World Tour. Su mejor posición fue el N°53, logrado el 27 de septiembre de 2010. En individuales llegó hasta el puesto n.º 300 el 3 de abril de 2006. Su mayor logro fue llegar a la final de Delray Beach 2010. Participó junto al eslovaco Igor Zelenay como pareja y perdieron la final ante los hermanos Bob y Mike Bryan. 
En el año 2011 llegó a los cuartos de final de Wimbledon 2011.
Ha logrado hasta el momento 15 títulos en la ATP Challenger Series todos ellos en la modalidad de dobles.

## Títulos; 15 (0 + 15)
| Leyenda                        | Individuales | Dobles |
| ------------------------------ | ------------ | ------ |
| Grand Slam (tenis)\|Grand Slam | 0            | 0      |
| ATP World Tour Finals          | 0            | 0      |
| ATP World Tour Masters 1000    | 0            | 0      |
| ATP World Tour 500 Series      | 0            | 0      |
| ATP World Tour 250 Series      | 0            | 0      |
| ATP Challenger Series          | 0            | 15     |

### Dobles

#### Títulos
| N.º | Fecha      | Torneo                     | Superficie    | Pareja           | Oponentes en la final                 | Resultado         |
| --- | ---------- | -------------------------- | ------------- | ---------------- | ------------------------------------- | ----------------- |
| 1.  | 20.11.2006 | Challenger de Shrewsbury   | Dura (i)      | Frederik Nielsen | Lars Burgsmüller Mischa Zverev        | 6-4, 6-4          |
| 2.  | 03.09.2007 | Challenger de Düsseldorf   | Tierra batida | Fabio Colangelo  | Filip Polášek Igor Zelenay            | 3-6, 6-3, 10-7    |
| 3.  | 02.06.2008 | Challenger de Fürth        | Tierra batida | Alexander Peya   | Daniel Köllerer Frank Moser           | 6-3, 6-3          |
| 4.  | 30.06.2008 | Challenger de Lugano       | Tierra batida | Rameez Junaid    | Mariano Hood Eduardo Schwank          | 7-6(7), 4-6, 10-7 |
| 5.  | 07.07.2008 | Challenger de Scheveningen | Tierra batida | Rameez Junaid    | Matwe Middelkoop Melle van Gemerden   | 5-7, 6-2, 10-6    |
| 6.  | 01.09.2008 | Challenger de Alphen       | Tierra batida | Rameez Junaid    | Bart Beks Matwe Middelkoop            | 6–3, 6–2          |
| 7.  | 16.02.2009 | Challenger de Belgrado     | Carpeta       | Michael Kohlmann | Aisam-ul-Haq Qureshi Lovro Zovko      | 3–6, 6–2, 10–8    |
| 8.  | 06.04.2009 | Challenger de Atenas       | Carpeta       | Rameez Junaid    | Jesse Huta Galung Rui Machado         | 6–4, 6–3          |
| 9.  | 25.05.2009 | Challenger de Karlsruhe    | Tierra batida | Rameez Junaid    | Tomasz Bednarek Aisam-ul-Haq Qureshi  | 7–5, 6–4          |
| 10. | 16.11.2009 | Challenger de Bratislava   | Dura (i)      | Igor Zelenay     | Leoš Friedl David Škoch               | 6–4, 6–4          |
| 11. | 30.11.2009 | Challenger de Salzburgo    | Dura (i)      | Igor Zelenay     | Sanchai Ratiwatana Sonchat Ratiwatana | 6–4, 7–5          |
| 12. | 14.08.2011 | Challenger de San Marino   | Tierra        | James Cerretani  | Daniele Bracciali Julian Knowle       | 6-3, 6-4          |
| 13. | 02.09.2012 | Challenger de Como         | Tierra        | Florin Mergea    | Colin Ebelthite Jaroslav Pospíšil     | 6-4, 4-6, [10-4]  |
| 14. | 14.10.2012 | Challenger de Rennes       | Dura (i)      | Florin Mergea    | Tomasz Bednarek Mateusz Kowalczyk     | 6-3, 6-2          |
| 15. | 03.11.2013 | Challenger de Eckental     | Carpeta (i)   | Dustin Brown     | Piotr Gadomski Mateusz Kowalczyk      | 7-64, 6-2         |

#### Finalista ATP
| N.º | Fecha      | Torneo                 | Superficie | Pareja          | Oponentes en la final         | Resultado      |
| --- | ---------- | ---------------------- | ---------- | --------------- | ----------------------------- | -------------- |
| 1.  | 28.02.2010 | Torneo de Delray Beach | Dura       | Igor Zelenay    | Bob Bryan Mike Bryan          | 3-6, 6-73      |
| 2.  | 09.02.2014 | Torneo de Zagreb       | Dura (i)   | Michal Mertiňák | Jean-Julien Rojer Horia Tecău | 6-3, 4-6, 2-10 |